# 李懋修
李懋修，字伯躋，廣東廣州府順德縣人，明朝政治人物、賜特用進士出身。

## 生平
崇禎六年中舉人，授工部主事。崇禎十三年中殿試乙榜，十五年賜進士，歷官工部郎中、出為寧州知州。